# Walt Disney Studios Motion Pictures
Walt Disney Studios Motion Pictures è una casa di distribuzione cinematografica statunitense, unità della divisione The Walt Disney Studios di The Walt Disney Company. L'azienda si occupa della distribuzione cinematografica e talvolta digitale, del marketing e della promozione dei film prodotti dalle case di produzione dei Walt Disney Studios, inclusi Walt Disney Pictures, Walt Disney Animation Studios, Pixar, Marvel Studios, Lucasfilm, 20th Century Studios e Searchlight Pictures.
Nata come Buena Vista Film Distribution Company, Inc. nel 1953, l'azienda (in seguito Buena Vista Distribution Company, Inc. e Buena Vista Pictures Distribution, Inc.) ha assunto il nome attuale nel 2007.
Prima del 1953 le produzioni Disney erano distribuite da Winkler Pictures, Powers Pictures, Universal Pictures (cortometraggi di Oswald il coniglio fortunato), Columbia Pictures (1929–1932), United Artists (1932–1937) e RKO Radio Pictures (1937–1954).

## Storia

### Buena Vista
Nel 1953, una disputa con RKO Pictures riguardante la distribuzione di Deserto che vive, primo lungometraggio della serie di documentari La natura e le sue meraviglie, portò Walt e suo fratello Roy O. Disney a formare una consociata interamente controllata da loro, la Buena Vista Film Distribution Company, per gestire la distribuzione in Nord America dei propri prodotti. Il nome "Buena Vista" deriva dalla strada dove si trovavano (e si trovano tuttora) gli studi Disney. Deserto che vive venne distribuito il 10 novembre 1953 e vinse l'Oscar per il miglior documentario. Nel luglio 1959 nelle sale americane uscì Il grande pescatore, la prima produzione di terze parti finanziata dalla Disney.
Nell'aprile 1960, la società cambiò nome in Buena Vista Distribution Company. Nel 1961, Disney registrò la Buena Vista International. Nel 1979 Buena Vista distribuì Take Down, il suo primo film con classificazione PG, ovvero bambini accompagnati, che fu acquistato da uno studio esterno indipendente, rendendo così The Black Hole - Il buco nero, uscito nello stesso anno, il primo film prodotto da Disney e distribuito da Buena Vista con classificazione PG.
Nel luglio 1987, Buena Vista Distribution Company cambiò nuovamente nome in Buena Vista Pictures Distribution. Nella seconda metà degli anni ottanta, la Disney acquistò una quota di maggioranza in parte del circuito teatrale Pacific Theatres, diventando proprietaria del El Capitan Theatre e del Crest Theatre, che vennero interamente rinnovati. El Capitan aprì al pubblico il 19 giugno 1991 con la première di Le avventure di Rocketeer.
Negli anni novanta Buena Vista firmò un accordo di distribuzione con Cinergi Pictures. Nel 1992 finanziò con 5,6 milioni di dollari i film di Cinergi Mato Grosso e Mezzo professore tra i marines, e nel 1994 finanziò Cinergi Pictures con ulteriori 5 milioni di dollari.
Nel 1991 Disney e Gaumont annunciarono la creazione della Gaumont Buena Vista International, una joint venture per la distribuzione cinematografica in territorio francese attiva dal 1993 al 2004. Nell'agosto 1996 Disney e Tokuma Shoten Publishing firmarono un accordo tramite il quale Disney avrebbe distribuito in home video i film d'animazione dello Studio Ghibli, finanziando inoltre il 10% de La città incantata e distribuendo internazionalmente Princess Mononoke. Tramite l'accordo, la Disney avrebbe distribuito i film dello Studio Ghibli attraverso i suoi marchi Walt Disney Pictures, Buena Vista Home Video, Miramax e Touchstone Pictures.
Nel settembre 1996, in seguito all'acquisizione di Capital Cities/ABC da parte di Disney, Buena Vista Pictures Distribution venne fusa con ABC, Inc., la società madre di quel gruppo.  Nel 1997 Disney, che all'epoca possedeva il 5% delle azioni di Cinergi Pictures, acquisì il catalogo della casa di produzione, e Cinergi Pictures venne assorbita in Buena Vista. Nel 2003, la Disney firma un contratto di distribuzione per quattro film d'animazione con la Vanguard Animation; tuttavia, un solo film, Valiant - Piccioni da combattimento venne distribuito nell'ambito dell'accordo.

### Walt Disney Studios Motion Pictures
Nell'aprile 2007, Disney sospese l'utilizzo di Buena Vista come marchio di distribuzione, cambiando il nome della società in Walt Disney Studios Motion Pictures.
Nel 2009, la Disney firmò un accordo di distribuzione con DreamWorks; l'accordo prevedeva che circa 30 film prodotti da DreamWorks in un periodo di cinque anni sarebbero stati distribuiti attraverso il marchio Touchstone Pictures. Nel 2011 GKIDS acquistò i diritti di distribuzione cinematografica nordamericana dei film dello Studio Ghibli, mentre Walt Disney Studios Home Entertainment avrebbe mantenuto i diritti di distrubizione home video fino a luglio 2017.
L'accordo di distribuzione con DreamWorks si concluse nel 2016, dopo che i due studi decisero di non rinnovare l'accordo, e Universal Pictures subentrò come distributore dei film DreamWorks. Al termine dell'accordo, la Disney aveva distribuito 14 dei 30 previsti ; tredici tramite Touchstone e uno tramite Walt Disney Pictures. Disney acquisì inoltre i diritti di proprietà completa di quei 14 film DreamWorks da Amblin Partners come compensazione dei prestiti concessi a quella società. La luce sugli oceani, l'ultimo film di quell'accordo di distribuzione, è stato anche l'ultimo film uscito sotto il marchio Touchstone.
Nel dicembre 2017 The Walt Disney Company annunciò l'intenzione di acquisire 21st Century Fox, che includeva 20th Century Fox e Fox Searchlight Pictures. L'acquisizione venne finalizzata nel marzo 2019. In seguito alla riorganizzazione degli studi acquisiti, la Walt Disney Studios Motion Pictures ha iniziato a distribuire i film di 20th Century Studios, mentre Searchlight Pictures ha continuato a gestire autonomamente la distribuzione dei propri film.
Tra la fine del 2020 e l'inizio del 2021, la Disney ha riorganizzato le proprie divisioni, spostato la distribuzione cinematografica sotto il controllo di Disney Media and Entertainment Distribution, che supervisiona anche la distribuzione dei contenuti su Disney+. Con la nuova struttura, la Walt Disney Studios Motion Pictures supervisiona la distribuzione statunitense e internazionale di tutti i film prodotti dalla divisione Walt Disney Studios, che include Walt Disney Pictures,  Walt Disney Animation Studios, Pixar Animation Studios, Marvel Studios, Lucasfilm, 20th Century Studios, Searchlight Pictures e, fino al 2021, Blue Sky Studios.

## Distribuzione
Walt Disney Studios Motion Pictures distribuisce film dei Walt Disney Studios, di altre unità Disney e di alcune case di produzione esterne:
Walt Disney Studios
- Walt Disney Pictures
- Disneynature
- Walt Disney Animation Studios
- Pixar
- Marvel Studios
- Lucasfilm
- 20th Century Studios
- Searchlight Pictures
- 20th Century Animation
- 20th Century Family

Altre unità Disney
- Disney+ Originals
- ESPN Films (80%)
- National Geographic Films (73%)
- UTV Motion Pictures
- Star Studios
- A&E IndieFilms (50%)
- Buena Vista International

Ex-unità Disney
- Touchstone Pictures (1984–2018; chiusa)
- DisneyToon Studios (1990–2018; chiusa)
- Hollywood Pictures (1990—2001, 2006–2007; chiusa)
- Blue Sky Studios (2019–2021; chiusa)
- Miramax Films (1993–2010; venduta)
- Dimension Films (1993–2005; venduta)
- DIC Entertainment (1996–2001; venduta)
- Caravan Pictures (1993–1999; chiusa)
- ImageMovers Digital (2009–2011; chiusa)

Accordi con altre case di distribuzione
Attivi
- Mandeville Films (1996–presente)
- Mayhem Pictures (2002–presente)
- Panay Films

Passati
- DreamWorks Pictures (2011–2016)
- Jerry Bruckheimer Films (1993–2014)
- Chernin Entertainment (2019-2020)[N 1]
- Cinergi Pictures (1993–1998; chiusa)
- Beacon Pictures (2002–2007)
- Studio Ghibli (Nord America; 1998–2014)[N 2]
- Vanguard Animation (2002)
- POW! Entertainment (2007–2014)
- Spyglass Entertainment (1998–2008)
- Blinding Edge Pictures (1998–2005)